# 21 Laps Entertainment
21 Laps, Inc., que opera como 21 Laps Entertainment, es una compañía de producción de cine y televisión estadounidense fundada y dirigida por el cineasta Shawn Levy. La empresa es más conocida como productora de Stranger Things y distribuye contenido exclusivamente a través de una asociación con Netflix. También ha producido películas como Cheaper by the Dozen, The Spectacular Now, Real Steel, Arrival y la franquicia Night at the Museum, así como las colaboraciones de Levy con el actor y productor Ryan Reynolds, que incluyen Free Guy, The Adam Project y Deadpool & Wolverine. El nombre de la empresa tiene su origen en el número de vueltas que corrió la hija mayor de Levy en un jogathon cuando tenía 5 años.  Además del logotipo, el icono debe representar una pista de carreras.

## Historia
En 1999, Shawn Levy, quien después de sus inicios en la televisión incorporó y fundó la empresa como Wunjo, Inc. Fue solo de nombre desde el principio hasta 2005. Levy hizo su papel destacado como director de cine en Big Fat Liar, Recién casados y Cheaper by the Dozen.
En 2003, Levy, tras el éxito de sus largometrajes antes mencionados, lanzó su propia compañía de producción con un acuerdo de primera opción con 20th Century Fox Television . El acuerdo era producir comedias de situación de media hora y dramas de una hora de duración. 
En 2005, Levy rebautizó el estudio como 21 Laps Entertainment y firmó un acuerdo no exclusivo con 20th Century Fox para producir sus películas. La división de cine estaría dirigida por Tom McNulty, ex empleado de Happy Madison Productions, y su división de televisión por JJ Klein. Los dos primeros productos fueron Cheaper by the Dozen 2 y Pepper Dennis . 
En 2010, Levy y Marty Adelstein firmaron para formar una compañía de televisión llamada 21 Laps/Adelstein Productions, y firmaron un acuerdo con 20th Century Fox Television y contrataron a Becky Clements para que se desempeñara como presidenta. 
En 2014, tanto Levy como Adelstein se separaron, y este último lanzó Tomorrow Studios como una empresa conjunta con ITV Studios . 
En julio de 2016, uno de los proyectos televisivos de la compañía, Stranger Things, se estrenó en Netflix y obtuvo elogios de la crítica, obteniendo un 95% en Rotten Tomatoes con 55 de 58 críticas positivas.  La primera temporada del programa también fue una de las series más vistas de Netflix, con un promedio de 14,07 millones de adultos de entre 18 y 49 años en sus primeros 35 días.  Además de producir la serie, Levy dirigió dos de los episodios de la temporada de estreno.  La tercera temporada se estrenó el 4 de julio de 2019  y la cuarta temporada se estrenó en dos partes el 27 de mayo de 2022 y el 1 de julio de 2022. Fue renovada para una quinta y última temporada.  En 2020, la empresa firmó un acuerdo de primera vista con Netflix. 

## Filmografía

### Películas
| Fecha de lanzamiento     | Título                                                            | Director                      | Distribuidor | Notas |
| ------------------------ | ----------------------------------------------------------------- | ----------------------------- | --- | --- |
| 23 de octubre de 2001    | I Saw Mommy Kissing Santa Claus                                   | John Shepphird                | PAX | primera película; no acreditado; coproducción con Regent Entertainment, ACH y Medien Capital Treuhand                  |
| 8 de febrero de 2002     | Big Fat Liar                                                      | Shawn Levy                    | Universal Pictures | Primera película de cine; no acreditada; coproducción con Tollin/Robbins Productions                                   |
| 10 de enero de 2003      | Just Married                                                      | Shawn Levy                    | 20th Century Fox | Sin acreditar; coproducción con The Donners' Company y Robert Simonds Productions                                      |
| 25 de diciembre de 2003  | Cheaper by the Dozen                                              | Shawn Levy                    | 20th Century Fox | Sin acreditar; coproducción con Robert Simonds Productions                                                             |
| 21 de diciembre de 2005  | Cheaper by the Dozen 2                                            | Adam Shankman                 | 20th Century Fox | Primera película acreditada bajo el sello 21 Laps label                                                                |
| 22 de diciembre de 2006  | Night at the Museum                                               | Shawn Levy                    | 20th Century Fox | coproducida con 1492 Pictures y Dune Entertainment                                                                     |
| 9 de mayo de 2008        | What Happens in Vegas                                             | Tom Vaughan                   | 20th Century Fox | coproducida con Regency Enterprises, Mosaic Media Group, Dune Entertainment y Penn Station Entertainment               |
| 20 de agosto de 2008     | The Rocker                                                        | Peter Cattaneo                | 20th Century Fox | coproducida con Fox Atomic                                                                                             |
| 22 de mayo de 2009       | Night at the Museum: Battle of the Smithsonian                    | Shawn Levy                    | 20th Century Fox | coproducida con 1492 Pictures, Dune Entertainment y Ingenious Film Partners                                            |
| 9 de abril de 2010       | Date Night                                                        | Shawn Levy                    | 20th Century Fox | coproducida con Dune Entertainment                                                                                     |
| 7 de octubre de 2011     | Real Steel                                                        | Shawn Levy                    | Walt Disney Studios Motion Pictures                                                                                                | coproducida con Touchstone Pictures, DreamWorks Pictures, ImageMovers y Reliance Entertainment                         |
| 27 de julio de 2012      | The Watch                                                         | Akiva Schaffer                | 20th Century Fox | |
| 7 de junio de 2013       | The Internship                                                    | Shawn Levy                    | 20th Century Fox | coproducida con Regency Enterprises, Wild West Picture Show Productions y TSG Entertainment                            |
| 2 de agosto de 2013      | The Spectacular Now                                               | James Ponsoldt                | A24 | coproducida con Andrew Lauren Productions y Global Produce                                                             |
| 19 de septiembre de 2014 | This Is Where I Leave You                                         | Shawn Levy                    | Warner Bros. Pictures | coproducida con Warner Bros. Pictures y Spring Creek Productions                                                       |
| 10 de octubre de 2014    | Alexander and the Terrible, Horrible, No Good, Very Bad Day       | Miguel Arteta                 | Walt Disney Studios Motion Pictures                                                                                                | coproducida con Walt Disney Pictures y The Jim Henson Company                                                          |
| 19 de diciembre de 2014  | Night at the Museum: Secret of the Tomb                           | Shawn Levy                    | 20th Century Fox | coproducida con 1492 Pictures y TSG Entertainment                                                                      |
| 11 de noviembre de 2016  | Arrival                                                           | Denis Villeneuve              | Paramount Pictures (Norteamérica y China) Stage 6 Films (Internacional) Entertainment One (Reino Unido) Roadshow Films (Australia) | coproducida con FilmNation Entertainment y Lava Bear Films                                                             |
| 23 de diciembre de 2016  | Why Him?                                                          | John Hamburg                  | 20th Century Fox | coproducida con Red Hour Productions y TSG Entertainment                                                               |
| 17 de febrero de 2017    | Fist Fight                                                        | Richie Keen                   | Warner Bros. Pictures | coproducida con New Line Cinema, Village Roadshow Pictures, RatPac-Dune Entertainment y Wrigley Pictures               |
| 3 de marzo de 2017       | Table 19                                                          | Jeffrey Blitz                 | Fox Searchlight Pictures | coproducida con 3311 Productions                                                                                       |
| 20 de abril de 2018      | Kodachrome                                                        | Mark Raso                     | Netflix | coproducida con The Gotham Group y Motion Picture Capital                                                              |
| 3 de agosto de 2018      | The Darkest Minds                                                 | Jennifer Yuh Nelson           | 20th Century Fox | |
| 31 de agosto de 2018     | Kin                                                               | Jonathan Baker and Josh Baker | Lionsgate | coproducida con Summit Entertainment y No Trace Camping                                                                |
| 16 de octubre de 2020    | Love and Monsters                                                 | Michael Matthews              | Paramount Pictures (Norteamérica) Netflix (Internacional)                                                                          | coproducida con Entertainment One                                                                                      |
| 19 de febrero de 2021    | The Violent Heart                                                 | Kerem Sanga                   | Gravitas Ventures | coproducida con Material Pictures y 3311 Productions                                                                   |
| 13 de agosto de 2021     | Free Guy                                                          | Shawn Levy                    | Walt Disney Studios Motion Pictures                                                                                                | coproducida con 20th Century Studios, Maximum Effort, Berlanti Productions, TSG Entertainment, Lit Entertainment Group |
| 6 de octubre de 2021     | There's Someone Inside Your House                                 | Patrick Brice                 | Netflix | coproducida con Atomic Monster                                                                                         |
| 11 de marzo de 2022      | The Adam Project                                                  | Shawn Levy                    | Netflix | coproducida con Maximum Effort y Skydance Media                                                                        |
| 14 de octubre de 2022    | Rosaline                                                          | Karen Maine                   | Hulu (United States) Disney+ (International, via Star) Star+ (Latin America)                                                       | coproducida con 20th Century Studios                                                                                   |
| 9 de diciembre de 2022   | Night at the Museum: Kahmunrah Rises Again                        | Matt Danner                   | Disney+ | coproducida con Walt Disney Pictures, Atomic Cartoons y Alibaba Pictures                                               |
| 12 de mayo de 2023       | Crater                                                            | Kyle Patrick Alvarez          | Disney+ | coproducida con Walt Disney Pictures                                                                                   |
| 2 de junio de 2023       | The Boogeyman                                                     | Rob Savage                    | Walt Disney Studios Motion Pictures                                                                                                | coproducida con 20th Century Studios y NeoReel                                                                         |
| 26 de julio de 2024      | Deadpool & Wolverine                                              | Shawn Levy                    | Walt Disney Studios Motion Pictures                                                                                                | coproducida con Marvel Studios y Maximum Effort                                                                        |
| Próximos proyectos       |                                                                   |                               | | |
| 27 de septiembre de 2024 | Never Let Go                                                      | Alexandre Aja                 | Lionsgate Films | coproducida con HalleHolly y Media Capital Technologies                                                                |
| TBA                      | Alexander and the Terrible, Horrible, No Good, Very Bad Road Trip | Marvin Lemus                  | Disney+ | coproducida con Walt Disney Pictures y The Jim Henson Company                                                          |
| TBA                      | Be More Chill                                                     | TBA                           | Walt Disney Studios Motion Pictures                                                                                                | coproducida con 20th Century Studios, 5000 Broadway Productions y Berlanti Productions                                 |
| TBA                      | Boy Band                                                          | TBA                           | Paramount Pictures | coproducida con Maximum Effort                                                                                         |
| TBA                      | Consume                                                           | David Gelb                    | Searchlight Pictures | coproducida con Supper Club                                                                                            |
| TBA                      | Riders of Justice                                                 | Michael Schwartz Tyler Nilson | Lionsgate Films | |
| TBA                      | Sabine                                                            | TBA                           | Sony Pictures Releasing | coproducida con Screen Gems                                                                                            |
| TBA                      | Seismic                                                           | TBA                           | Netflix | coproducida con Lit Entertainment Group                                                                                |
| TBA                      | Secuela sin título de Free Guy                                    | TBA                           | Walt Disney Studios Motion Pictures                                                                                                | coproducida con 20th Century Studios, Maximum Effort, Berlanti Productions y Lit Entertainment Group                   |
| TBA                      | Película sin título de Sesame Street                              | Jonathan Krisel               | Warner Bros. Pictures | coproducida con Marc Platt Productions, Entertainment 360, y Sesame Workshop                                           |
| TBA                      | The Backrooms                                                     | Kane Parsons                  | A24 | coproducida con A24, Chernin Entertainment, y Atomic Monster                                                           |
| TBA                      | Película de atraco internacional sin título                       | Shawn Levy                    | Netflix | coproducida con Maximum Effort y Genre Films                                                                           |

### Televisión
| Año                 | Título                      | Creadores                                        | Red     | Notas |
| ------------------- | --------------------------- | ------------------------------------------------ | ------- | --- |
| 2006                | Pepper Dennis               | Gretchen J. Berg Aaron Harberts                  | The WB  | coproducida con 20th Century Fox Television y Two Presbyterians Productions |
| 2011–2017 2018–2021 | Last Man Standing           | Jack Burditt                                     | ABC Fox | Acreditado como 21 Laps-Adelstein Productions co-produced with 20th Century Fox Television, Double Wide Productions, NestEgg Productions, Mr. Big Shot Fancy-Pants Productions y Lyonsberry Productions |
| 2014–2015           | Cristela                    | Cristela Alonzo Kevin Hench                      | ABC     | Acreditado como 21 Laps-Adelstein Productions co-produced with 20th Century Fox Television y Hench in the Trench Productions                                                                            |
| 2016–presente       | Stranger Things             | The Duffer Brothers                              | Netflix | coproducida con Monkey Massacre Productions |
| 2017                | Imaginary Mary              | Adam F. Goldberg David Guarascio Patrick Osborne | ABC     | Sin acreditar; coproducida con Sony Pictures Television, ABC Studios, Happy Madison Productions, Adam F. Goldberg Productions y David Guarascio Productions                                             |
| 2020                | I Am Not Okay with This     | Jonathan Entwistle Christy Hall                  | Netflix | coproducida con Ceremony Pictures y Raindrop Valley |
| 2020–presente       | Unsolved Mysteries          | John Cosgrove Terry Dunn Meurer                  | Netflix | coproducida con Cosgrove-Meurer Productions |
| 2020                | Dash & Lily                 | Joe Tracz                                        | Netflix | coproducida con Boy Detective Inc. y Image 32 |
| 2021–2023           | Shadow and Bone             | Eric Heisserer                                   | Netflix | coproducida con Chronology y Loom Studios |
| 2022                | Lost Ollie                  | Shannon Tindle                                   | Netflix | coproducida con Fufufufu Productions |
| 2023                | All the Light We Cannot See | Steven Knight                                    | Netflix | coproducida con Nebula Star |
| Próximo             |                             |                                                  |         | |
| TBA                 | Real Steel                  | TBA                                              | Disney+ | coproducida con Compari Entertainment, Angry Films, DreamWorks SKG, y 20th Television |